# Бренда Лі

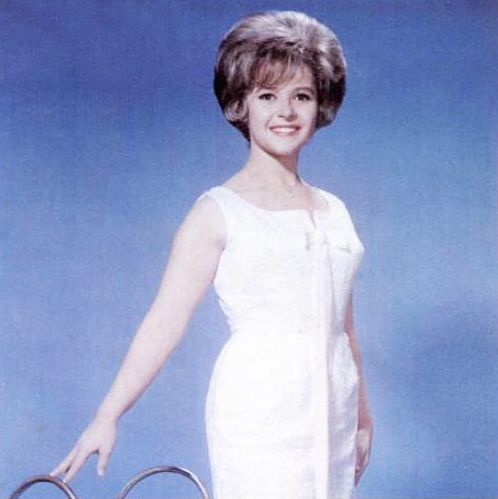
Бренда Лі. 1965

Бре́нда Лі́ (англ. Brenda Lee, повне ім'я — Бренда Мей Тарплі, англ. Brenda Mae Tarpley; 11 грудня 1944, Атланта, штат Джорджія) — американська естрадна співачка, одна з провідних поп-виконавиць 1950—1960-х років. За мініатюрну статуру і пісню «Динаміт» отримала прізвисько «маленька міс Динаміт».

## Біографія
Бренда Мей Тарплі народилася в Атланті, у штаті Джорджія. Її вокальні здібності проявилися уже в дитячому віці. Коли Бренда мала п'ять років, вона виграла свій перший конкурс талантів. Це дало їй можливість виступати на місцевому радіо-шоу, а з семи років вона регулярно брала участь у суботньому телевізійному шоу. Вона почала виступати за гроші, які були дуже потрібними для сім'ї після загибелі батька в 1953 році внаслідок нещасного випадку на будівництві.

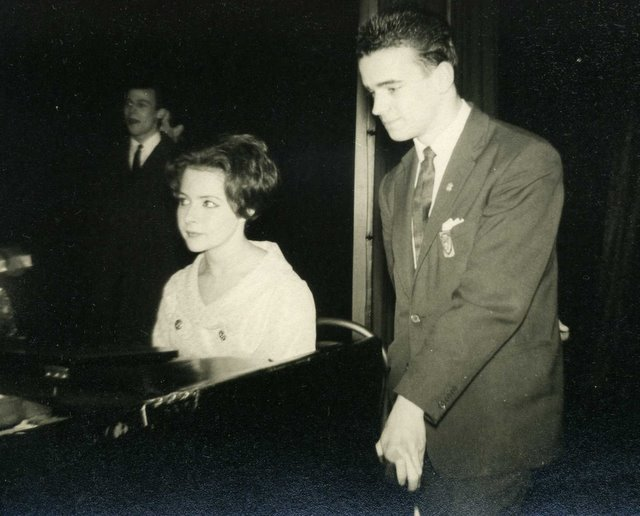
Бренда Лі та Пітер Дентон. 1962

У 1956 році вона брала участь у телевізійній програмі Ozark Jubilee міста Спрингфілд у штаті Міссурі з кантрі співаком Редом Фолі, в якій у 1950-х роках виступали найкращі зірки кантрі-музики. Бренда Лі виконувала пісні різноманітних стилів, від рокабілі у пісні Генка Вільямса «Джамбалая» [Архівовано 13 липня 2018 у Wayback Machine.] до року в композиції «Динаміт» [Архівовано 8 вересня 2018 у Wayback Machine.]. Коли Бренда Лі та Джин Вінсент гастролювали разом у Європі, їх назвали «королем і королевою рок-н-ролу».
У січні 1959 року Бренда Лі виїхала на гастролі до Парижу, які супроводжувалися великим скандалом. Організатори концертів очікували на приїзд дорослої співачки, а не 14-річної дівчинки. Щоб контракт не був зірваний, імпресаріо розповів пресі, що вона насправді 32-річна карлиця. Потім обман розкрився, однак скандал посприяв популярності Бренди і вона п'ять тижнів виступала в Олімпії з повним аншлагом. Успіх у Парижі забезпечив їй успішні виступи у Великій Британії, Нідерландах, Німеччині та Бразилії.
Новим успіхом співачки був контракт з компанією звукозапису Decca Records. Особливу популярність здобув її третій сингл «One Step at a time». А пісня «I'm Sorry» [Архівовано 2 липня 2018 у Wayback Machine.], яка у 1960 році була першою у списку Billboard Hot 100, започаткувала низку балад, які були популярними на початку 1960-х років. Дуже успішними для Бредлі Лі були 1958—1976 роки, коли вона записувала пісні в студії Овна Бредлі в Нашвілі.
Більше 100 мільйонів записів Бренди Лі були продані в усьому світі у різних жанрах, поп, ритм і блюз, рок, що є рекордом серед співачок в історії записаної музики. У 2002 році вийшла автобіографія Бренди Лі — «Маленька міс Динаміт. Історія Бренди Лі» (Little Miss Dynamite: The Brenda Lee Story).

## Особисте життя
У 1963 році Бренда Лі вийшла заміж за Ронні Шеклета (Ronnie Shacklett). Вони мають дві дочки, Джолі та Джулі, й троє онуків, Тейлора, Джордан і Чарлі.

## Нагороди
- 1962 : Нагорода журналу New Musical Express (Велика Британія)
- 1963 : Нагорода журналу New Musical Express (Велика Британія)
- 1964 : Нагорода журналу New Musical Express (Велика Британія)
- 1997 : Зал слави кантрі музики[en] (США)
- 2007 : Нагороди академії кантрі музики (США)
  - нагорода піонера кантрі Кліфа Стоуна[en][3]
- 2009 : Премія Греммі за досягнення в галузі звукозапису (США)

## Дискографія
- 1959 Grandma, What Great Songs You Sang
- 1960 Brenda Lee
- 1960 This Is… Brenda
- 1961 All the Way
- 1961 Emotions
- 1961 Miss Dynamite
- 1962 Brenda, That's All
- 1962 Sincerely, Brenda Lee
- 1962 The Show for Christmas Seals
- 1963 All Alone Am I
- 1963 Love You
- 1964 By Request
- 1964 Let Me Sing
- 1964 Merry Christmas from Brenda Lee
- 1964 Songs Everybody Knows
- 1965 The Versatile Brenda Lee
- 1965 Too Many Rivers
- 1966 Bye Bye Blues
- 1966 Coming on Strong
- 1967 Here's Brenda Lee
- 1967 Reflections in Blue
- 1968 Call Me
- 1968 For the First Time
- 1968 Good Life
- 1968 Let It Be Me
- 1969 Johnny One Time
- 1972 A Whole Lotta
- 1973 Brenda
- 1974 New Sunrise
- 1975 Now
- 1977 L.A. Sessions
- 1980 Even Better
- 1980 Take Me Back
- 1983 Kriss, Willie, Dolly and Brenda… The Winning…
- 1984 Love Songs Just for You
- 1993 You Don't Have To Say You Love Me
- 1994 Wiedersehn Ist Wunderschon
- 1997 Live Dynamite
- 2000 Miss Dynamite Live
- 2002 Sweet Nothings
- 2004 Little Miss Dynamite in Concert [live]